# خوموته
خوموته (به لهستانی:  Homoty) یک روستا در لهستان است که در گمینا میلنگک واقع شده‌است.